# سكروز

رسم متحرك للسكروز

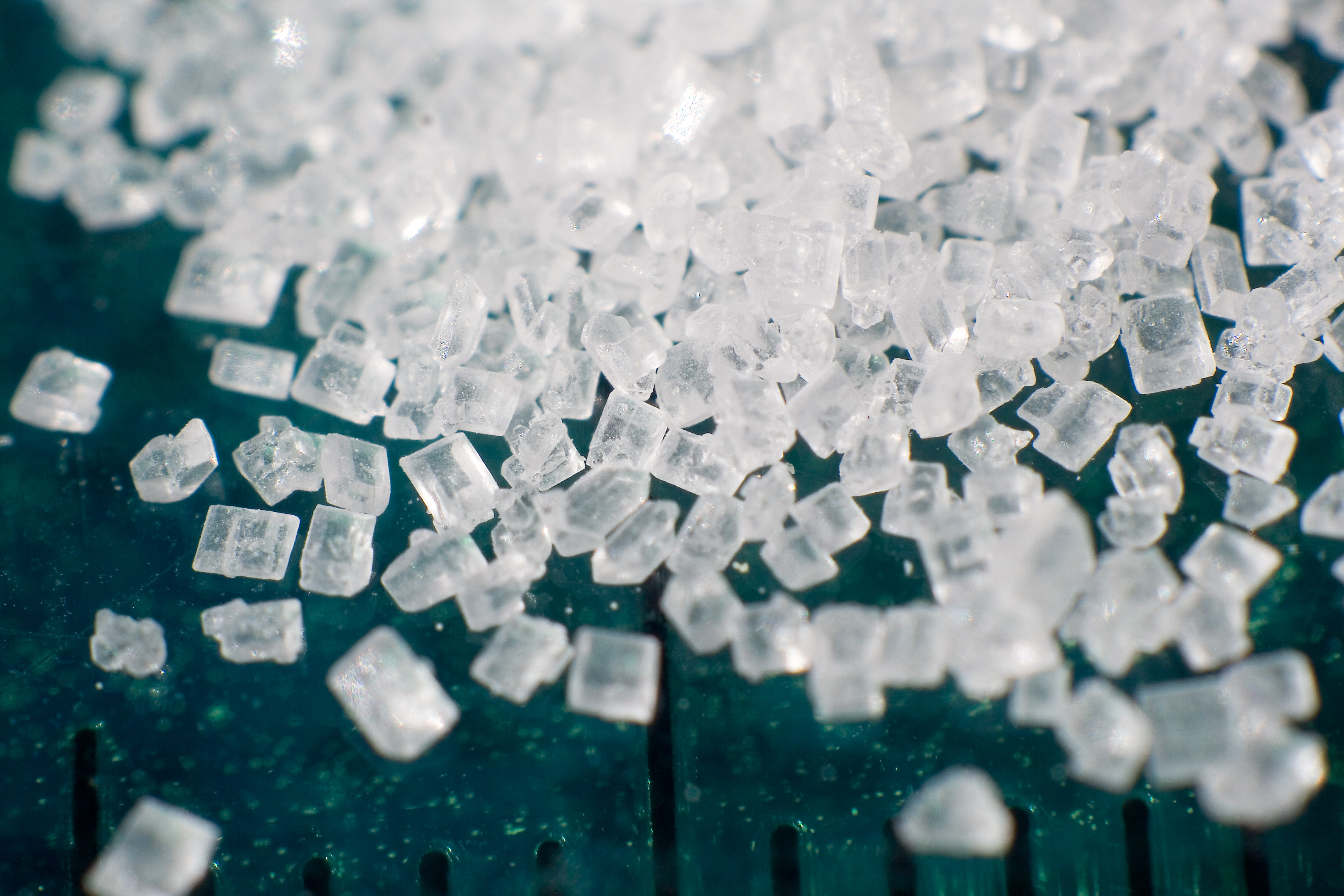
حبيبات السكروز

السكروز سكر معقد ثنائي، الاسم الشائع له هو السكر. يستخرج في أوروبا من شمندر السكر بينما في باقي أنحاء العالم فيستخرج من قصب السكر. يتواجد في غالب الأحيان في الفاكهة والخضراوات.
يتكون السكروز من اتحاد وحدتين من السكريات الاحادية هما الغلوكوز والفركتوز، تتشكل الرابطة بين ذرة الكربون C1 في الغلوكوز وذرة الكربون C2 في الفركتوز وتسمى رابطة سكرية.

## الخواص الفيزيائية والكيميائية
يمتلك السكروز خمسة مراكز فراغية والكثير من المواقع الفعالة أو التي يمكن أن تكون فعالة، ويتواجد  كمتماكب واحد فقط.
السكروز النقي عبارة عن مسحوق أبيض دون رائحة، ذو طعم حلو، مثل باقي السكريات فإن نسبة الهيدروجين إلى الأكسجين هي 1:2، تتشكل الرابطة السكرية بين ما يسمى النهاية المختزلة في الغلوكوز والنهاية المختزلة في الفركتوز وبالتالي فان السكروز يعتبر من السكريات غير المختزلة على العكس من باقي السكريات الثنائية التي تتشكل فيها الرابطة السكرية بين النهاية المختزلة لإحدى الوحدتين احادية السكر والنهاية غير المختزلة للوحدة الأخرى.
ينصهر السكروز عند درجة حرارة 180 °C ليشكل الكاراميل وعند احتراقه ينتج الكربون وثاني أكسيد الكربون بالإضافة إلى الماء.

### الرابطة الغلايكوسيديةβ2 - α1
ترتبط جزيئتا الغلوكوز والفركتوز في جزيئة السكروز برابطة غلايكوسيدية من نوع  β2 - α1.

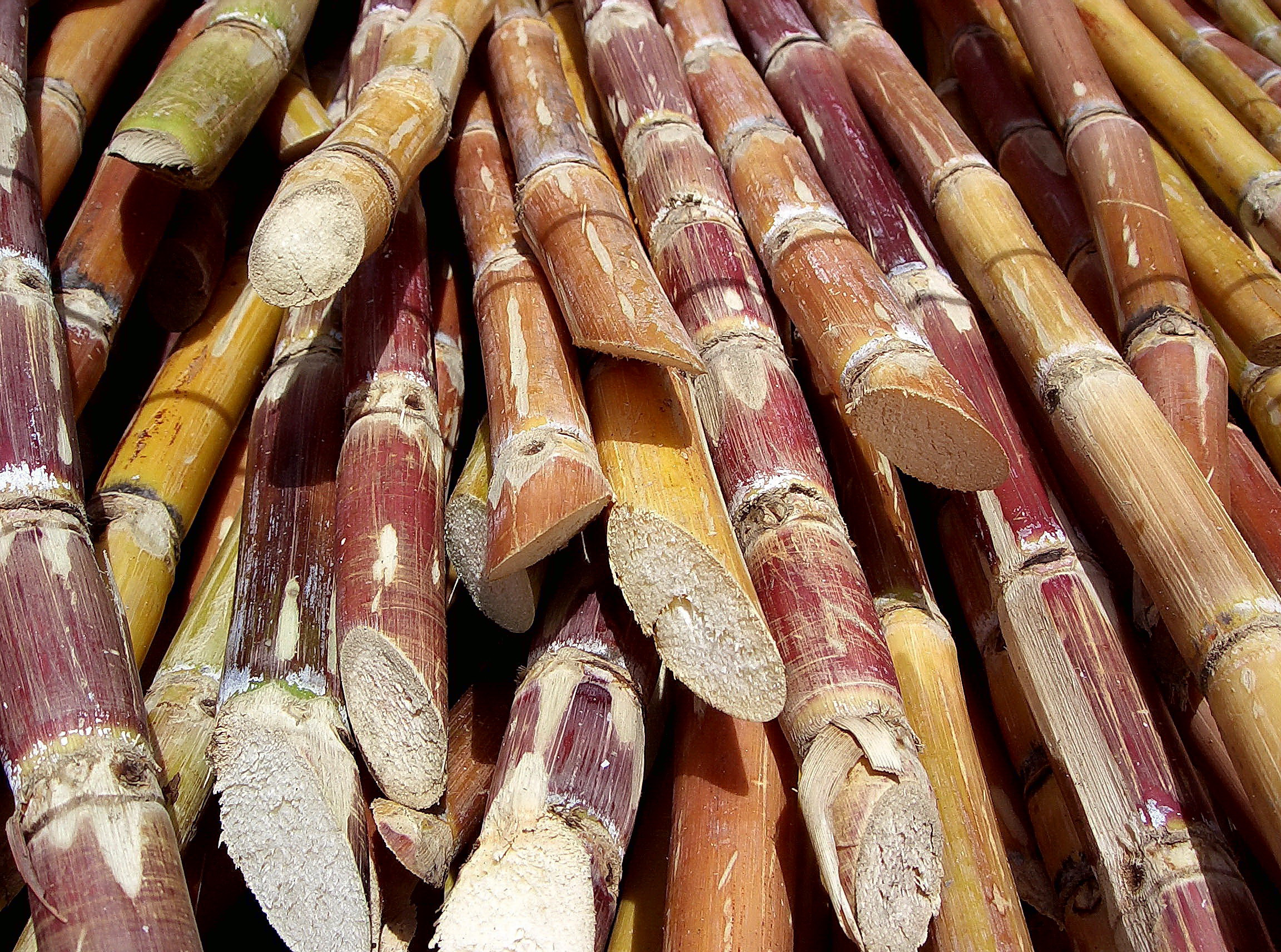
قصب السكر
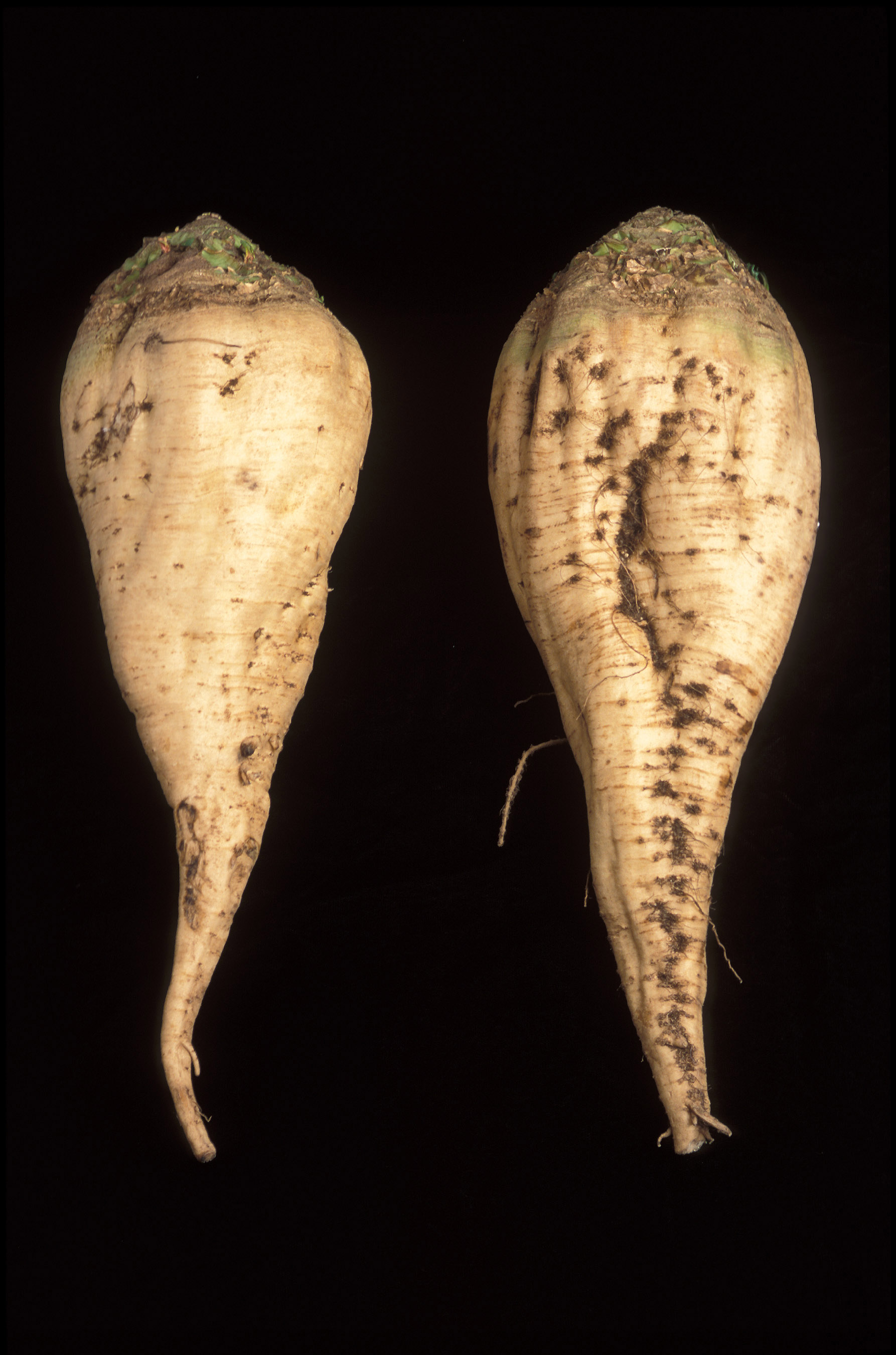
شمندر السكر

## وصلات خارجية
- Computational Chemistry Wiki
- Nomenclature of Carbohydrates
- 3d Images of Sucrose
- James Yawn's Website on Rocket Candy